# Nandy (Sängerin)

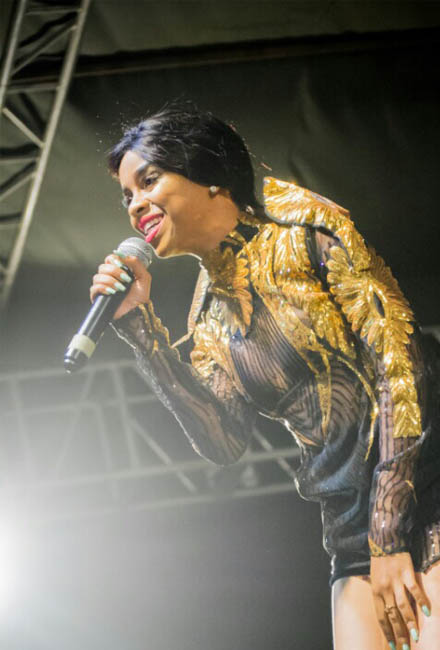
Nandy, Dodoma, 2017

Nandy, bürgerlich Faustina Charles Mfinanga (* 9. November 1992) ist eine tansanische Schauspielerin, Sängerin und Songwriterin. 
Sie gewann die All Africa Music Awards 2017 und 2020 zweimal in der Kategorie „Beste Künstlerin in Ostafrika“.
Sie singt in den Sprachen Swahili und Englisch.

## Leben und Karriere
Nandy wurde in Moshi, Moshi Distrikt, Tansania, geboren. Im Alter von 5 Jahren war sie aktives Mitglied ihres Sonntagsschulchores in der KKKT Lutheran Church in Moshi. Sie besuchte die Mawenzi Primary School und später die Lomwe High School, wo sie Leiterin des Schulchors wurde. Nach der High School besuchte sie das College of Business Education (CBE) in Daressalam, Tansania. 
Ihre Karriere in der Musik begann, als ein gemeinsamer Freund sie Ruge Mutahaba, CEO des Tanzania House of Talent (THT), vorstellte, wo ihre erste Single Nagusagusa produziert wurde. Der Song wurde innerhalb einer Woche nach seiner Veröffentlichung ein großer Erfolg in Tansania.
Anfang 2016 nahm sie an einem Gesangswettbewerb Tecno own the stage teil. Der Wettbewerb umfasste Teilnehmer aus ganz Afrika und während des Finales in Lagos, Nigeria, ging Nandy als erste Zweitplatzierte hervor. Musikalische Tutoren und Mentoren waren unter anderem Yemi Alade und Sauti Sol.
Im Jahr 2017 veröffentlichte sie ihre Hitsingle One Day. 
Sie war zudem eine von wenigen Künstlerinnen, die 2017 am Coke Studio Africa teilnahmen. Im selben Jahr wurde sie bei den All Africa Music Awards als beste weibliche Musikerin Ostafrikas nominiert und sie hat schließlich gewonnen.
Im Januar 2023 gründete Nandy ihr eigenes Plattenlabel namens „The African Princess“ und nahm als erste Künstlerin Yammi unter Vertrag.

## Engagement
Derzeit ist sie Tansanias UN-Goodwill-Botschafterin für das Wasser-, Sanitär- und Hygieneprogramm (WASH) von UNICEF, das in über 100 Ländern weltweit daran arbeitet, die Wasser- und Sanitärversorgung sowie grundlegende Hygienepraktiken zu verbessern. Das Programm konzentriert sich auf die Versorgung der Menschen mit sauberem Wasser und grundlegender Sanitärversorgung.

## Sonstiges
Sie gehört der Volksgruppe der Pare aus den Pare-Bergen in der Kilimandscharo-Region an und wurde in der Stadt Moshi, ebenfalls in der Kilimandscharo-Region, geboren und wuchs dort auf.

## Diskografie
Veröffentlichte Alben und EPs:
- The African Princess (2018)
- Wanibariki EP (2021)
- Taste Of Love EP (2021)
- Maturity EP (2022)